# لو جيرنيز
لو جيرنيز هو اسم ملهى ليلي باريسي سابق يقع في 54 شارع بيير شارون، عند التقاطع مع شلرغ فرانسوا الأول، في حي الشانزليزيه من الدائرة الثامنة في باريس.
يُعرف الملهى الليلي الآن في الغالب بأنه المكان الذي ظهرت فيه المغنية وكاتبة الأغاني المشهورة عالميًا إديث بياف، لأول مرة على المستوى الاحترافي، بعد أن اكتشفها لويس لوبليه مالك ومدير الملهى عندما رآها تغني في أحد شوارع باريس، فقام بتبنيها فنيا وقام بالترويج لها ومنحها لقب "La môme Piaf" (العصفور الصغير) في أكتوبر 1935.